# Fiódor Serbinenko
Fiódor Andréievich Serbinenko (del ruso: Фёдор Андреевич Сербиненко) es un doctor ruso, nació el 24 de mayo de 1928, en Dmitriovsk en la región de Stávropol en la Unión Soviética. 

## Biografía
Siendo aún pequeño, la familia de Serbinenko emigró a la Ciudad de Mineralnye Vody en el norte del Cáucaso. Su padre Andréi, trabajó como mecánico en un molino de harina, su madre como ama de casa. Los estudios escolares fueron interrumpidos por la Segunda Guerra Mundial, donde su hermano mayor Yuri, murió. Su padre, también soldado, sobrevivió a la guerra. Para apoyar a su madre y abuela en el sostenimiento del hogar, Serbinenko se empleó a la edad de 14 años como aprendiz de maquinista (1941-1945). Después de la guerra continuó trabajando como maquinista y regresó a la escuela, terminando la educación secundaria en 1948. 
Después fue admitido al Primer Instituto Médico de Moscú I.M Sechenov. Conoce a la que sería su esposa Maya Serbinenko siendo estudiante de medicina. Se graduó de la Escuela de Medicina en 1954. Recibe un destino como interno en el Instituto N.N Burdenko de Neurocirugía en Moscú. En 1957, Serbinenko se convirtió en candidato para el doctorado en neurociencias, una parte de su tesis trató sobre la patofisiología y manifestaciones clínicas de las fístulas carótico-cavernosas.
En 1959, en el día de las celebraciones de mayo, en la Plaza roja de Moscú, la atención de Serbinenko fue atraída por varios globos de helio que eran sostenidos por un niño. Notó cómo los globos se maniobraban fácilmente con movimientos simples en los cordones que los sostenían. Se preguntó, si un globo en la punta de un catéter se podría maniobrar y conducir hasta el interior de los vasos sanguíneos cerebrales con objetivos diagnósticos y terapéuticos.
Serbinenko funda un pequeño laboratorio para investigar diversos materiales para la creación del catéter con globo. Después de mucho ensayo y error, creó un prototipo del catéter con silicona y látex. El 8 de febrero de 1964 se efectuó la angiografía selectiva de la arteria carótida externa  utilizando un catéter con globo para ocluir temporalmente la arteria carótida interna. 
La primera oclusión terapéutica fue realizada el 24 de abril de 1970. Se ocluyó la arteria carótida interna para tratamiento de una fístula carótico cavernosa.
En 1971, en el primer congreso soviético de neurocirugía, Serbinenko presentó su experiencia endovascular. En ese mismo año, publicó su trabajo con el uso del catéter con globo para el diagnóstico y tratamiento de las enfermedades cerebro-vasculares. En 1975, otro artículo describiendo su experiencia en el campo endovascular, aparece en la revista Journal of Neurosurgery. A partir de entonces, el Instituto Burdenko se transformó en un centro de visita frecuente para aquellos especialistas médicos que buscaban aprender las técnicas de neuro-intervención endovascular. 
Habiendo mantenido sus sueños, Serbinenko forma parte de los arquitectos de la Neurocirugía Endovascular, junto con Egas Moniz, Normann Dott y Gruentzing.